# Organizația Națiunilor Unite

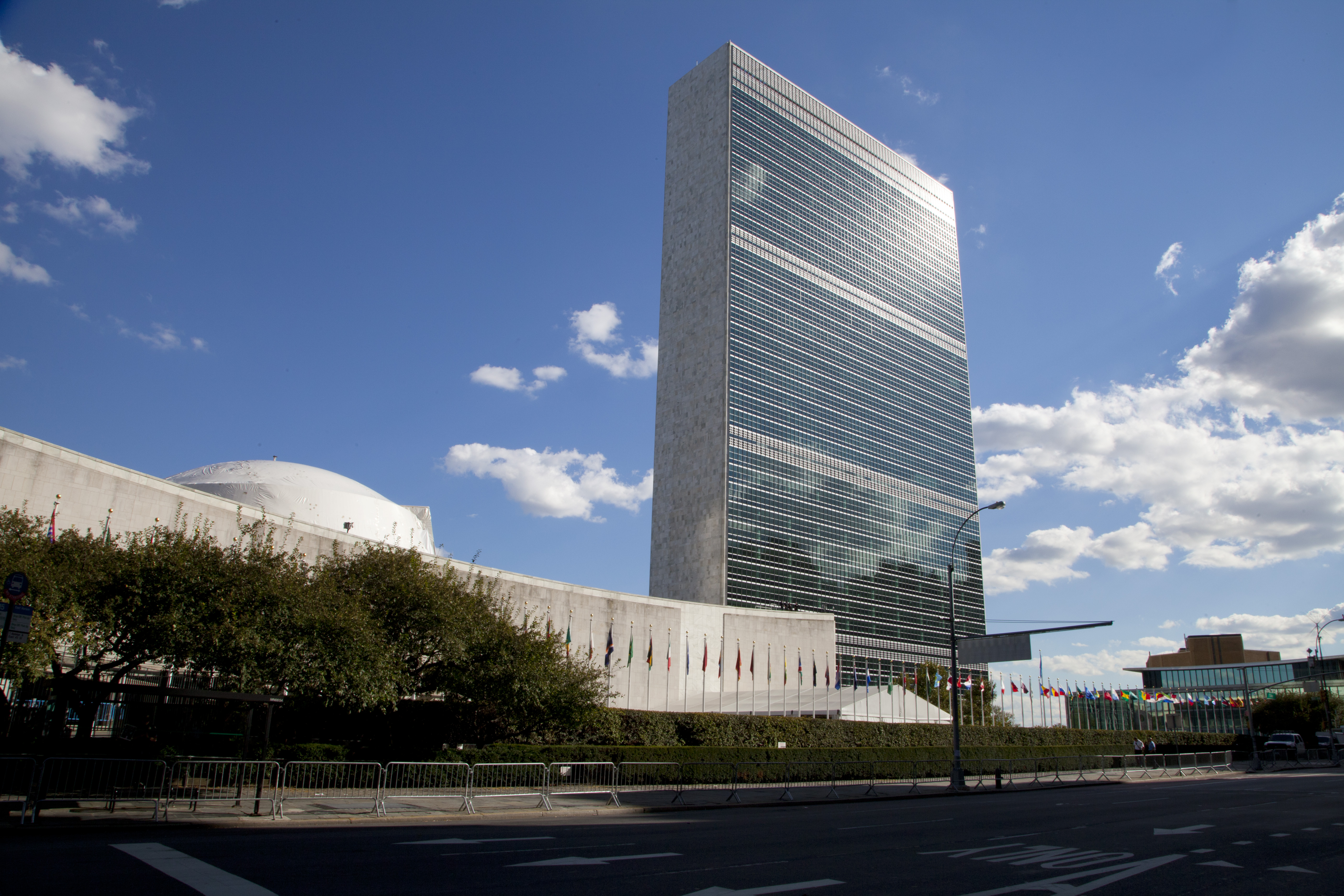
Sediul ONU din New York

Organizația Națiunilor Unite (abreviat: ONU) este cea mai importantă organizație internațională din lume. Fondată pe 24 octombrie 1945, după Al Doilea Război Mondial, are astăzi 193 de state membre. Întemeierea ei a constat în semnarea, de către membrii ei fondatori, a Cartei Organizației Națiunilor Unite. Potrivit acestui document, ONU are misiunea de a asigura „pacea mondială”, „respectarea drepturilor omului”, „cooperarea internațională” și „respectarea dreptului internațional”. Sediul central al organizației este la New York.
ONU este un actor autonom și independent. Este un participant activ la dezvoltarea globală, care prin multiplele sale roluri și direcții de acțiune își obține poziția de organizație cu vocație universală. ONU este, practic, un monitor global.

## Limbi oficiale
ONU utilizează 6 limbi oficiale: araba, chineza, engleza, franceza, rusa și spaniola.
Aproape toate reuniunile oficiale sunt traduse simultan în aceste limbi. Aproape toate documentele pe suport hârtie sau „online” sunt traduse în aceste șase limbi. În funcție de anumite circumstanțe, unele conferințe și documente de lucru sunt traduse numai în engleză, franceză sau spaniolă.

## Istorie

Imagini de la fondarea ONU

- 1919: Tratatul de la Versailles a încheiat Primul Război Mondial, deschizând porțile unei noi organizații: Liga Națiunilor, formată prin pacea decisă după discuțiile dintre țări.
- 1920–1933: Fără să fi primit o influență mai mare, Liga Națiunilor este un fiasco.
- 1939–1945: Are loc Al Doilea Război Mondial în Asia, Europa, Africa de Nord și Pacific.
- 24 octombrie 1945: Se înființează Organizația Națiunilor Unite.

Membrii fondatori: Africa de Sud, Arabia Saudită, Argentina, Australia, Belgia, Belarus, Bolivia, Brazilia, Cehoslovacia, Chile, Taiwan, Danemarca, Ecuador, Egipt, El Salvador, Etiopia, Filipine, Franța, Grecia, Guatemala, Haiti, Honduras, India, Irak, Iran, Iugoslavia, Canada, Columbia, Costa Rica, Cuba, Liban, Liberia, Luxemburg, Regatul Unit, Mexic, Nicaragua, Norvegia, Noua Zeelandă, Țările de Jos, Panama, Paraguay, Peru, Polonia, Republica Dominicană, Siria, SUA, Turcia, Ucraina, Uniunea Sovietică (mai târziu Rusia), Uruguay, Venezuela.
- 1946: Liga Națiunilor este desființată oficial.

Afganistan, Islanda, Suedia și Thailanda aderă la ONU.
- 1947: Pakistan și Yemen devin membri.
- 1948: Birmania devine membră.
- 1949: Israel aderă.
- 1950: Indonezia aderă.
- 1955: 16 noi membri: Albania, Austria, Bulgaria, Cambodgia, Finlanda, Spania, Ungaria, Iordania, Irlanda, Italia, Laos, Libia, Nepal, Portugalia, România, Sri Lanka.
- 1956: Japonia, Maroc, Sudan și Tunisia aderă.
- 1957: Ghana și Malaezia aderă.
- 1958: Guineea aderă.
- 1960: 17 noi membri: Benin, Burkina Faso, Republica Centrafricană, Ciad, Coasta de fildeș, Gabon, Camerun, Cipru, Republica Congo, Madagascar, Mali, Nigeria, Niger, Senegal, Somalia și Togo.
- 1961: Noi membri: Mauritania, Mongolia, Sierra Leone și Tanzania.
- 1962: Noi membri: Algeria, Burundi, Jamaica, Ruanda, Trinidad-Tobago și Uganda.
- 1963: Kenya și Kuweit aderă.
- 1964: Malawi, Malta și Zambia aderă.
- 1965: Gambia, Maldivele și Singapore aderă.
- 1966: Barbados, Botswana, Guyana și Lesotho aderă.
- 1967: Yemen aderă.
- 1968: Guineea Ecuatorială, Mauritius și Swaziland aderă.
- 1970: Fiji aderă.
- 1971: Bahrain, Bhutan, Qatar, Oman și Emiratele Arabe Unite aderă.
- 1972: Republica Populară Chineză aderă la ONU, aceasta înlocuind Taiwanul.
- 1973: Bahamas, Germania de vest și Germania de est aderă.
- 1974: Bangladesh, Grenada și Guineea-Bissau aderă.
- 1975: 6 noi membri: Capul Verde, Comore, Mozambic, Papua Noua Guinee, São Tomé și Príncipe și Surinam.
- 1976: Angola, Samoa și Seychelles aderă.
- 1977: Djibouti și Vietnam aderă.
- 1978: Dominica și Insulele Solomon aderă.
- 1979: Sfânta Lucia aderă.
- 1980: Sfântul Vincent și Grenadine și Zimbabwe aderă.
- 1981: Antigua și Barbuda, Belize și Vanuatu aderă.
- 1983: Sfântul Kitts și Nevis aderă.
- 1984: Brunei aderă.
- 1990: Liechtenstein și Namibia aderă. Se unesc Republica Federală a Germaniei cu Republica Democrată Germană, devenind un singur membru.
- 1991: URSS dispare, Rusia moștenește locul de membru permanent în Consiliul de Securitate. Șapte noi state aderă: Estonia, Letonia, Lituania, Insulele Marshall, Micronezia, Coreea de Nord și Coreea de Sud.
- 1992: 13 noi membri: Armenia, Azerbaidjan, Bosnia și Herțegovina, Georgia, Kazahstan, Kârgâzstan, Croația, Republica Moldova, San Marino, Slovenia, Tadjikistan, Turkmenistan și Uzbekistan.
- 1993: 6 noi membri: Andorra, Republica Cehă, Eritreea, Macedonia, Monaco și Slovacia.
- 1994: Palau aderă.
- 1999: Kiribati, Nauru și Togo aderă.
- 2000: Tuvalu aderă.
- 2001: Secretarul General al ONU, Kofi Annan primește Premiul Nobel pentru Pace.
- 2002: ONU se extinde prin aderarea Elveției și a Timorului de Est.
- 2006: Muntenegru aderă.
- 2011: Sudanul de Sud aderă.

### După Războiul Rece
ONU și-a atins un apogeu de influență în deceniul 1996-2006, perioadă care a constituit o "renaștere a spiritului ONU". În acești ani Organizația a avut șansa de a-și duce la capăt obiectivele, iar statele membre au avut posbilitatea să se reunească și să participe la procesul de cooperare la nivel internațional. În același timp, ONU s-a confruntat și cu cea mai mare provocare la adresa existenței sale din ultimele decenii, cunoscută drept "criza de multilateralism". Aceasta constă în incapacitatea ONU de a-și adapta obiectivele noului mediu internațional, aflat într-o continuă schimbare.

## Reforma
Imediat după alegerea sa ca Secretar General al Națiunilor Unite în 1997, Kofi Annan, născut în Ghana, a subliniat nevoia unei reforme în cadrul Națiunilor Unite. El a prezentat Adunării Generală a Națiunilor Unite programul de reformă .
Programul includea reforma Consiliului de securitate al ONU. Pozițiile permanente din Consiliul de Securitate al ONU reflectă politicile din 1945, instituite imediat după începerea activității instituției. Annan a propus ca mai multe state să aibă poziții permanente în cadrul Consiliului de securitate al ONU. Proiectul pentru reformă discută și reducerea birocrației și creșterea transparenței în cadrul organizației. În ciuda eforturilor depuse de Annan, reformele nu au mai fost implementate.

## Structura
Organizația Națiunilor Unite este compusă din cinci entități: Adunarea Generală a Națiunilor Unite, Secretariatul Națiunilor Unite, Curtea internațională de justiție, Consiliul de Securitate al ONU și Consiliul Economic și Social al Națiunilor Unite. O a șasea entitate, Consiliul de Tutelă, și-a încetat activitatea în 1994, atunci când Palau a devenit stat independent.
Patru dintre cele cinci entități au sediul în New York. Curtea internațională de justiție se află în Haga, Regatul Țărilor de Jos, iar alte agenții își au sediile în Biroul Națiunilor Unite de la Geneva , Biroul Națiunilor Unite de la Viena  și Biroul Națiunilor Unite de la Nairobi . În baza Convenției legată de privilegii și imunități a Națiunilor Unite, ONU și agențiile sale au imunitate în fața legilor din țările în care își desfășoară activitatea, menținând astfel imparțialitatea Națiunilor Unite legată de țările gazdă și statele membre.
Alături de cele șase entități principale se regăsește „o colecție extraordinară de entități și organizații, unele dintre ele chiar mai vechi decât organizația mamă, care își desfășoară activitatea aproape independent față de Națiunile Unite” (Linda Fasulo). Această colecție include agenții specializate, instituții de cercetare și educație, programe, fonduri etc.
| Adunarea Generală a Națiunilor Unite - Întâlnirea tuturor membrilor - | | Secretariatul Națiunilor Unite - Instituția administrativă a Națiunilor Unite - |  | Curtea internațională de justiție - Curtea universală de drept internațional - |  |  |
| Adunarea generală | Sediul central al Națiunilor Unite din New York | Curtea internațională de justiție |  |                                                                                |  |  |
| - discută recomandări sau sugestii date statelor membre sau Consiliului de securitate al ONU - decide admiterea de noi membri, conform propunerilor date de Consiliul de Securitate al ONU - adoptă bugetul - alege membrii temporari ai Consiliului de securitate al ONU, toți membrii Consiliului Economic și Social, Secretarul general al Națiunilor Unite, după propunerea acestuia din partea Consiliului de securitate al Națiunilor Unite și a 15 judecători de la Curtea internațională de justiție. - fiecare țară are un vot. | - susține alte agenții specializate - președintele - Secretarul General al Națiunilor Unite - este votat de Adunarea Generală a Națiunilor Unite și are un mandat de 5 ani. | - ia decizii cu privire la disputele dintre state și emite decizii cu valoare legală. - cei 15 judecători sunt aleși de Adunarea Generală a Națiunilor Unite și au mandate pe 9 ani. |  |                                                                                |  |  |
| | | |  |                                                                                |  |  |
| Consiliul de Securitate al ONU - pentru problemele de siguranță - | Consiliul Economic și Social al Națiunilor Unite - pentru politicile economice și sociale -                                                                                 | Consiliul de Tutelă al ONU - (inactiv) - |  |                                                                                |  |  |
| Consiliul de Securitate al ONU (CSNU) | Consiliul Economic și Social al Națiunilor Unite | Consiliul de Tutelă |  |                                                                                |  |  |
| - responsabil pentru menținerea păcii la nivel internațional - poate adopta rezoluții ale Consiliului de Securitate al ONU - are 15 membri: membrii permanenți ai Consiliului de Securitate al ONU cu putere de veto (China, Franța, Rusia, Marea Britanie și Statele Unite) și 10 membri aleși ai Consiliului de Securitate al ONU | - responsabil pentru comunicarea dintre state pe domeniile economic și social - coordonează cooperarea dintre agențiile specializate                                        | - la început avea rolul de a administra domeniile coloniale care erau sub mandatul Societății Națiunilor - și-a sistat activitatea în 1994, când statul Palau a devenit independent  |  |                                                                                |  |  |

### Adunarea Generală

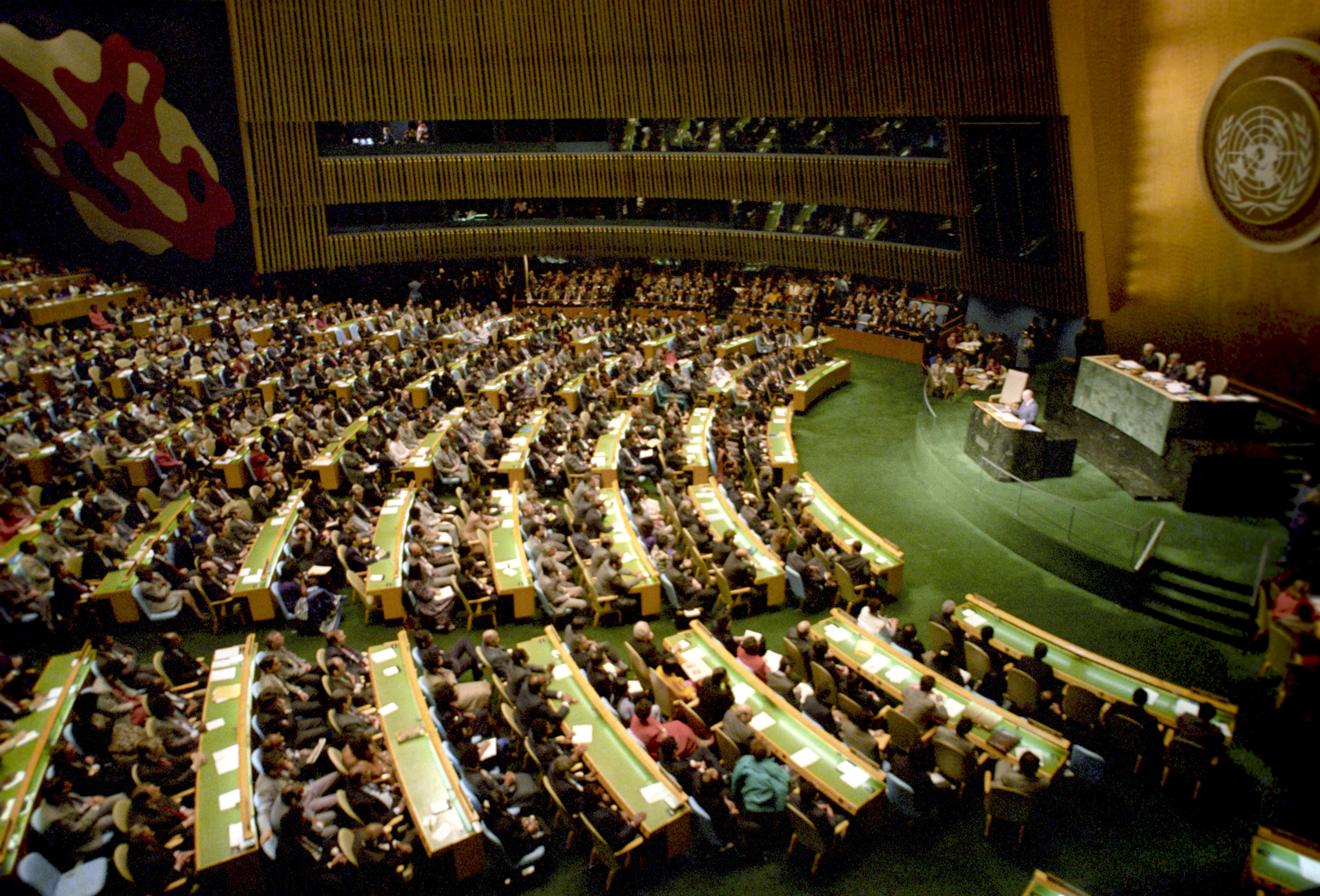
Secretarul General Mihail Gorbaciov adresându-se Adunării Generale ONU în decembrie 1988

Adunarea Generală este principala adunare deliberativă a Națiunilor Unite. Compusă din toate statele membre a Națiunilor Unite, adunarea se întâlnește în sesiuni regulate în fiecare an, dar se pot efectua și adunări de urgență. Adunarea este condusă de un președinte, ales dintre statele membre printr-o bază regională rotativă, și de 21 de vicepreședinți. Prima sesiune a fost convocată pe 10 ianuarie 1946 în Methodist Central Hall Westminster din Londra, incluzând reprezentanți a 54 de țări.
Când Adunarea Generală votează pe diferite teme, două treimi dintre votanți și voturi sunt necesare. Exemple de întrebări importante includ recomandații privind pacea și securitatea; selecția membrilor unei entități; admiterea, suspendarea sau expulsia unor membri; și decizii bugetare. Alte întrebări sunt decise prin majoritatea voturilor. Fiecare reprezentat al unei țări are un vot. În afară de aprobarea problemelor bugetare, rezoluțiile nu depind de membri. Adunarea poate face orice recomandări pe orice temă pentru ONU, exceptând cele legate de pace și securitate, acestea fiind discutate de Consiliul de Securitate.
Propuneri pentru rezoluții pot fi acordate Adunării Generale de 8 comitete:
- Comitetul General - un comitet supraveghetor constând în președintele, vicepreședintele și șefii comitetelor adunării
- Comitetul Acreditar - responsabil pentru determinarea acreditării fiecărui reprezentat al unei țări din ONU
- Primul Comitet (Dezarmare și Securitate Internațională)
- Al Doilea Comitet (Economic și Financiar)
- Al Treilea Comitet (Social, Umanitar și Cultural)
- Al Patrulea Comitet (Special Politic și Decolonizare)
- Al Cincilea Comitet (Administrativ și Bugetar)
- Al Șaselea Comitet (Legal)

### Consiliul de Securitate
Consiliul de Securitate este însărcinat cu menținerea păcii și securității în state. În timp ce alte organe ale Națiunilor Unite pot face doar „recomandări” statelor membre, Consiliul de Securitate are puterea să ia decizii obligatorii pe care statele membre au înțeles să le accepte, sub termenii Articolului Cartei 25. Deciziile Consiliului sunt cunoscute ca rezoluțiile Consiliului de Securitate al Națiunilor Unite.

### Secretariatul

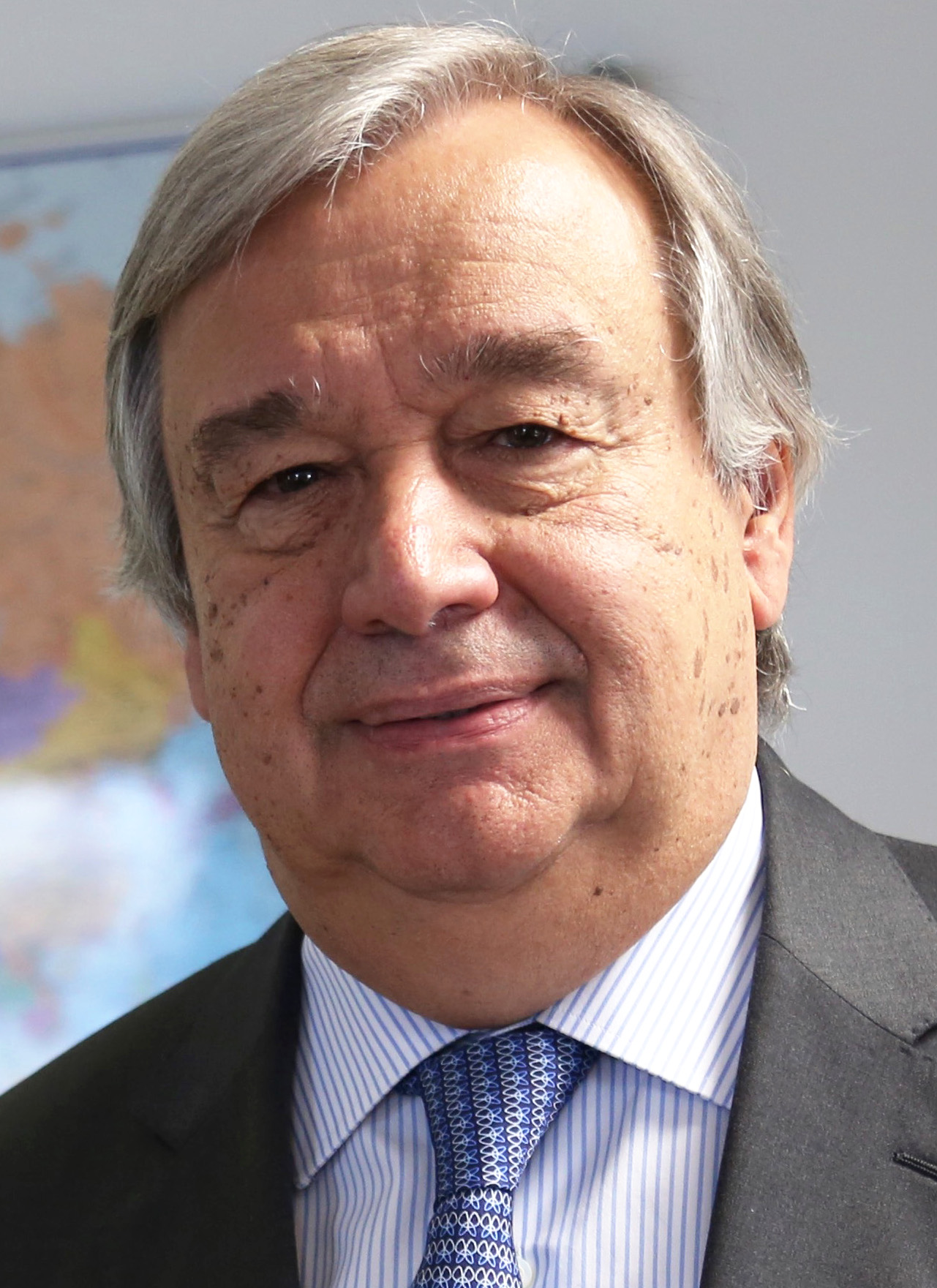
Actualul Secretar General, António Guterres

Secretariatul ONU este condus de către Secretarul General, asistat de o echipă internațională de funcționari civili din întreaga lume. Acesta asigură studii, informații, și facilități necesare entităților Națiunilor Unite pentru ședințele lor. De asemenea, preia și efectuează sarcini de la Consiliul de Securitate, Adunarea Generală, Consiliul Economic și Social, și de la alte entități ONU.
| Nr. | Nume                    | Țara de origine | Data ocupării postului | Data părăsirii postului | Note                       |
| --- | ----------------------- | --------------- | ---------------------- | ----------------------- | -------------------------- |
| 1   | Trygve Lie              | Norvegia        | 2 februarie 1946       | 10 noiembrie 1952       | A demisionat               |
| 2   | Dag Hammarskjöld        | Suedia          | 10 aprilie 1953        | 18 septembrie 1961      | A murit în timpul postului |
| 3   | U Thant                 | Burma           | 30 noiembrie 1961      | 31 decembrie 1971       |                            |
| 4   | Kurt Waldheim           | Austria         | 1 ianuarie 1972        | 31 decembrie 1981       |                            |
| 5   | Javier Pérez de Cuéllar | Peru            | 1 ianuarie 1982        | 31 decembrie 1991       |                            |
| 6   | Boutros Boutros-Ghali   | Egipt           | 1 ianuarie 1992        | 31 decembrie 1996       |                            |
| 7   | Kofi Annan              | Ghana           | 1 ianuarie 1997        | 31 decembrie 2006       |                            |
| 8   | Ban Ki-moon             | Coreea de Sud   | 1 ianuarie 2007        | 31 decembrie 2016       |                            |
| 9   | Antonio Guterres        | Portugalia      | 1 ianuarie 2017        | Încă în funcție         |                            |

### Curtea Internațională de Justiție
Curtea Internațională de Justiție (CIJ) se află în Haga, Țările de Jos. Aceasta este principalul organ judiciar al ONU. Stabilită în 1945 de Carta ONU, Curtea a fost pusă în funcțiune în 1946, ca succesorul Permanentei Curți Internaționale de Justiție. CIJ este compusă din 15 judecători care dețin funcția pentru 9 ani și sunt numiți de Adunarea Generală; fiecare judecător în funcție trebuie să fie de naționalitate diferită.

### Consiliul Economic și Social
Consiliul Economic și Social (ECOSOC) asistă Adunarea Generală în promovarea cooperării și dezvoltării economice și sociale globale. ECOSOC are 54 de membri, care sunt aleși de Adunarea Generală timp de trei ani. Președintele este ales pentru un an din puterile mici sau medii reprezentate de ECOSOC. Consiliul are o ședință anuală în iulie, ținută în New York sau Geneva. Văzut separat față de entitățile pe care le coordonează, funcțiile ECOSOC includ strângerea de informații, sfătuirea statelor membre și propunerea de recomandări. Avându-și mandatul extins de coordonare a mai multor agenții, ECOSOC a fost uneori criticat ca fiind nenecesar sau instabil.

### Agenții specializate
Carta Organizației Națiunilor Unite stipulează că fiecare organ primar a ONU poate stabili variate agenții specializate pentru a-și îndeplini datoriile. Unele dintre cele mai bine cunoscute agenții sunt Agenția Internațională pentru Energie Atomică, Organizația pentru Alimentație și Agricultură, UNESCO (Organizația Națiunilor Unite pentru Educație, Știință și Cultură), Banca Mondială, și Organizația Mondială a Sănătății (OMS). ONU efectuează majoritatea acțiunilor umanitare prin aceste agenții. Exemplele includ programe de vaccinare mondiale (prin OMS), ocolirea foametei și malnutriției (prin PAM), și protecția oamenilor vulnerabili sau strămutați (prin Marele Comisar al Națiunilor Unite pentru Refugiați - MCNUR).
| Număr | Acronim | Agenție                                                          | Sediu                  | Președinte                    | Înființare  |
| ----- | ------- | ---------------------------------------------------------------- | ---------------------- | ----------------------------- | ----------- |
| 1     | FAO     | Organizația pentru Alimentație și Agricultură                    | Roma, Italia           | José Graziano da Silva        | 1945        |
| 2     | IAEA    | Agenția Internațională pentru Energie Atomică                    | Viena, Austria         | Yukiya Amano                  | 1957        |
| 3     | OACI    | Organizația Aviației Civile Internaționale                       | Montreal, Canada       | Raymond Benjamin              | 1947        |
| 4     | FIDA    | Fondul Internațional pentru Dezvoltarea Agricolă                 | Roma, Italia           | Kanayo F. Nwanze              | 1977        |
| 5     | OIM     | Organizația Internațională a Muncii                              | Geneva, Elveția        | Guy Ryder                     | 1946 (1919) |
| 6     | OMI     | Organizația Maritimă Internațională                              | Londra, Marea Britanie | Koji Sekimizu                 | 1948        |
| 7     | FMI     | Fondul Monetar Internațional                                     | Washington, D.C., SUA  | Christine Lagarde             | 1945 (1944) |
| 8     | UIT     | Organizația Internațională a Telecomunicațiilor                  | Geneva, Elveția        | Hamadoun Touré                | 1947 (1865) |
| 9     | UNESCO  | Organizația Națiunilor Unite pentru Educație, Știință și Cultură | Paris, Franța          | Irina Bokova                  | 1946        |
| 10    | ONUDI   | Organizația Națiunilor Unite pentru Dezvoltare Industrială       | Viena, Austria         | Li Yong (politician)          | 1967        |
| 11    | UNWTO   | Organizația Internațională pentru Turism                         | Madrid, Spania         | Taleb Rifai                   | 1974        |
| 12    | UPU     | Uniunea Poștală Universală                                       | Berna, Elveția         | Bishar Abdirahman Hussein     | 1947 (1874) |
| 13    | WBG     | Banca Mondială                                                   | Washington, D.C., SUA  | Jim Yong Kim                  | 1945 (1944) |
| 14    | PAM     | Programul Alimentar Mondial                                      | Roma, Italia           | Ertharin Cousin               | 1963        |
| 15    | OMS     | Organizația Mondială a Sănătății                                 | Geneva, Elveția        | Tedros Adhanom                | 1948        |
| 16    | OMPI    | Organizația Internațională a Proprietății Intelectuale           | Geneva, Elveția        | Francis Gurry                 | 1974        |
| 17    | OMM     | Organizația Meteorologică Mondială                               | Geneva, Elveția        | David Grimes / Michel Jarraud | 1950 (1873) |

## Ani tematici
Națiunile Unite declară în fiecare an o tematică. În general tematicile sunt stabilite de către Adunarea Generală a Națiunilor Unite, dar unele agenții specializate își aleg singure tematica. Spre exemplu, anul 2005 a fost Anul sportului și al educației, anul 2006 a fost declarat Anul secetei, anul 2009 a fost Anul reconcilierii, iar anul 2010 a fost Anul biodiversității.

## Membri

O animație în care se arată dezvoltarea organizației de-a lungul timpului. Antarctica este teritoriu internațional (extra-național); controlul asupra Saharei de Vest este disputat; și teritoriile controlate și administrate de Republica China (sau Taiwan) și Kosovo sunt considerate de ONU ca fiind provincii ale Republicii Populare Chineze, respectiv Republicii Serbia.

Împreună cu Sudanul de Sud ce a aderat pe 14 iulie 2011, în total există 193 de state membre ONU, incluzând toate statele independente necontestate, aparte de Vatican. Carta ONU subliniază regulile pentru a primi statutul de membru:
1. Aderarea în ONU este permisă oricărui stat ce favorizează pacea și acceptă obligațiile prezente în Carta curentă, putând să le execute binevoitor prin hotărârea Organizației.

1. Admiterea unui astfel de stat va fi efectuată de Adunarea Generală după recomandările Consiliului de Securitate. Capitolul II, Articolul 4

În adiție, există două state observatoare care nu sunt membre ale Adunării Generale: Sfântul Scaun (care deține control asupra Vaticanului) și Palestina. Insulele Cook și Niue, amândouă state în asociație liberă cu Noua Zeelandă, sunt membri deplini a mai multor agenții specializate ONU și au „capacitatea deplină de a efectua tratate” recunoscută de Secretariat.

### Grupul celor 77
Grupul celor 77 este o coaliție liberă a ONU a țărilor în curs de dezvoltare, creată pentru a promova interesele economice ale membrilor ei și pentru formarea unei legături pentru a spori capacitatea de negociere în Națiunile Unite. Șaptezeci și șapte de țări au fondat această organizație, iar până în noiembrie 2013 alte 66 de țări au aderat, însumând 133 de state. Grupul a fost fondat pe 15 iunie 1964 de către „Declarația Comună a celor Șaptezeci și Șapte de State” emisă la Conferința Națiunilor Unite pentru Comerț și Dezvoltare (CNUCD). Prima întâlnire majoră a avut loc în Alger în 1967, unde Carta Alger a fost adoptată și bazele unor structuri instituționale au fost puse.

## Obiective

### Menținerea păcii și securității

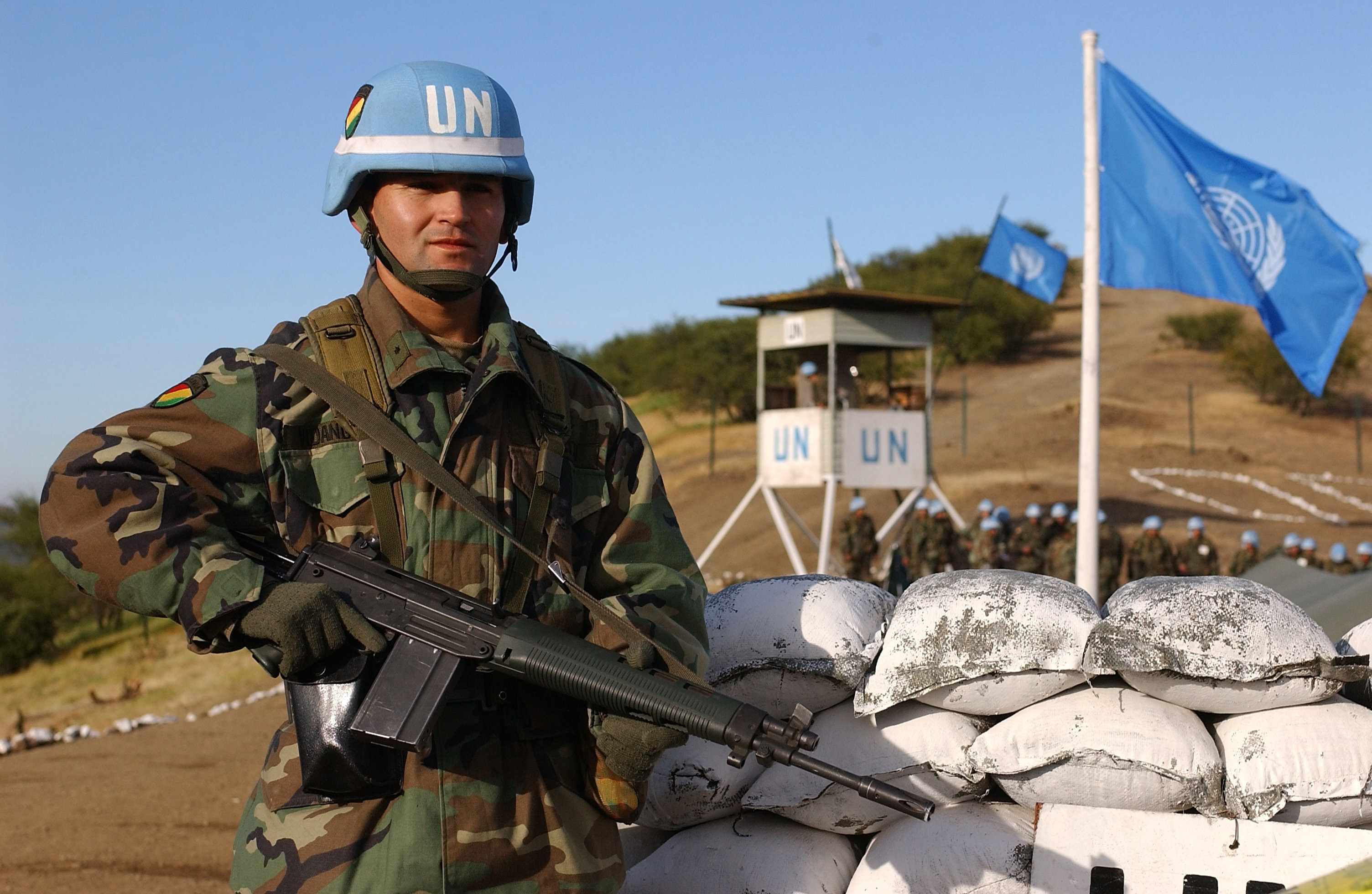
O „cască albastră” boliviană la un exercițiu în Chile

ONU, după aprobarea Consiliului de Securitate, trimite forțe pentru menținerea păcii în regiunile unde un conflict armat a încetat de curând, sau a fost suspendat, pentru a încerca impunerea unor acorduri de pace și pentru a descuraja combatanții de la a relua ostilitățile. Deoarece ONU nu are propria forță militară, aceasta este asigurată prin voluntariat de către statele membre. Soldații sunt uneori porecliți „Căștile albastre” din cauza echipamentului specific. Forța de menținere a păcii a primit Premiul Nobel pentru Pace în anul 1988.
Din 1947, ONU a condus 71 de misiuni de menținere a păcii, iar până în aprilie 2021, 88.000 de soldați din 121 de state au fost dislocați în diverse misiuni. Cea mai mare dintre ele este Misiunea Națiunilor Unite în Sudanul de Sud (UNMISS), care a angrenat în jur de 19,200 de soldați, iar cea mai mică este Grupul de Observatori Militari din India și Pakistan (UNMOGIP), formată din 113 civili și experți cărora li s-a dat datoria de a monitoriza armistițiul din Jammu și Cașmir. Căștile albastre din cadrul Organismului ONU pentru Supravegherea Armistițiilor au fost staționate în Orientul Mijlociu din 1948, fiind cea mai de longevivă dintre misiunile de menținere a păcii.
În septembrie 2013, ONU avea în desfășurare 15 misiuni de menținere a păcii. Cea mai mare era Misiunea de Stabilizare a Națiunilor Unite din Republica Democrată Congo (MSNURDC), care a mobilizat 20.688 oameni. Cea mai mică, Grupul Militar de Observație a Națiunilor Unite din India și Pakistan (GMONUIP), include 42 de oameni responsabili de monitorizarea situației din Jammu și Kashmir. Forțele de menținere a păcii ONU și Organizația Națiunilor Unite pentru Controlul Păcii (ONUCP) au staționat în Orientul Mijlociu încă din 1948, cea mai lungă misiune de menținere a păcii încă în desfășurare.

### Drepturile omului

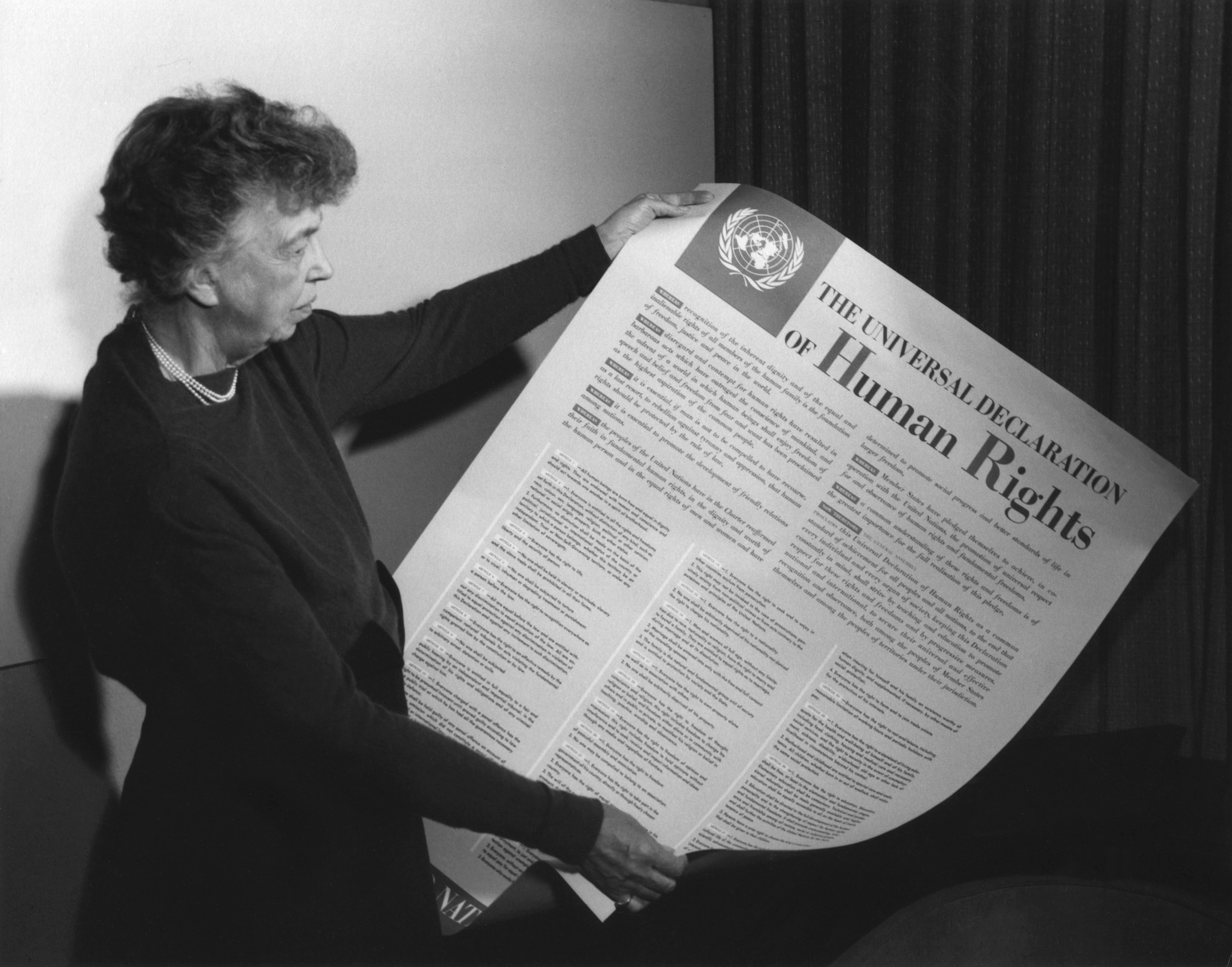
Eleanor Roosevelt ținând în mână Declarația Universală a Drepturilor Omului în 1949

Drepturile omului au fost motivul principal pentru crearea Națiunilor Unite. Atrocitățile celui de-al Doilea Război Mondial și genocidurile au determinat ca noua organizație să prevină tragedii similare în viitor. Un prim obiectiv a fost acela de a crea un cadru legal pentru a lua în considerare și a lua hotărâri asupra violărilor drepturilor omului.
Organizația Națiunilor Unite obligă toate statele membre să promoveze „respect universal pentru, și observarea drepturilor omului” și să ia „măsuri împreună și separate” în această privință. Declarația Universală a Drepturilor Omului, deși nu legală, a fost adoptată de Adunarea Generală în 1948 ca un standard comun de realizare pentru toți. Adunarea de obicei are în vedere probleme legate de drepturile omului.
Organizația Națiunilor Unite și diferitele agenții ale sale joacă un rol important în implementarea și respectarea principiilor din Declarația Universală a Drepturilor Omului. Un astfel de caz este sprijinul acordat de organizație țărilor ce se află în tranziție spre democrație.
Alte entități ONU responsabile pentru problemele legate de drepturile femeilor includ Comisia Organizației Națiunilor Unite pentru Statutul Femeilor, creată în 1976; și Institutul Internațional de Cercetare și Educație al Organizației Națiunilor Unite, fondat în 1979. Forumul Permanent al Organizației Națiunilor Unite pentru Probleme Indigene, una dintre cele trei entități cu un mandat ce permite supravegherea problemelor legate de oameni indigeni, și-a ținut prima conferință în 2012.

### Dezvoltarea economică și asistența umanitară
Alt scop primar a ONU este „să realizeze o cooperație internațională pentru rezolvarea problemelor internaționale legat de un caracter economic, social, cultural sau umanitar.” Numeroase entități au fost create pentru a atinge acest scop, aproape toate fiind sub conducerea Adunării Generale sau a ECOSOC.

### Obiectivele de dezvoltare ale mileniului
Declarația Mileniului, adoptată în septembrie 2000 la Summit-ul Mileniului de 191 țări, printre care și România, fixează Obiectivele de Dezvoltare ale Mileniului (ODM). Declarația Mileniului este unica agendă globală în domeniul dezvoltării asupra căreia există un acord la cel mai înalt nivel între majoritatea statelor lumii. La Summit-ul Mileniului, statele membre și-au fixat un număr de 8 obiective esențiale – Obiectivele de Dezvoltare ale Mileniului – cu ținte precise de atins până în anul 2015.

### Altele
De la crearea ONU, peste 80 de colonii au obținut independența. Adunarea Generală a adoptat Declarația pentru Acordarea Independenței Țărilor Coloniale și Oamenilor în 1960 fără voturi împotrivă dar mai multe abțineri din partea puterilor coloniale majore. ONU lucrează în favoarea decolonizării prin diferite grupuri, ca Comitetul ONU al Decolonizării, creat în 1962. Logo loh lohо Din 2013, comitetul listează 17 „Teritorii ce nu se Guvernează Singure” rămase, cel mai mare fiind Sahara de Vest.

## Finanțare
| Statul membru     | Contribuție (cât % din bugetul ONU) |
| ----------------- | ----------------------------------- |
| Statele Unite     | 22.000%                             |
| Japonia           | 10.833%                             |
| Germania          | 7.141%                              |
| Franța            | 5.593%                              |
| Regatul Unit      | 5.179%                              |
| China             | 5.148%                              |
| Italia            | 4.448%                              |
| Canada            | 2.984%                              |
| Spania            | 2.973%                              |
| Brazilia          | 2.934%                              |
| Rusia             | 2.438%                              |
| Australia         | 2.074%                              |
| Coreea de Sud     | 1.994%                              |
| Mexic             | 1.842%                              |
| Țările de Jos     | 1.654%                              |
| Turcia            | 1.328%                              |
| Elveția           | 1.047%                              |
| Alte state membre | 18.390%                             |

ONU este finanțat prin contribuții evaluate și voluntare de la statele membre. Adunarea Generală acceptă bugetul regulat și determină evaluarea fiecărui membru. Aceasta este bazată în mod principal pe capacitatea de plătire a statului, măsurată prin venitul național brut (VNB), cu ajustări pentru datoriile externe și pentru veniturile pe cap de locuitor scăzute. Bugetul pentru doi ani în 2012-2013 a fost de 5.512.000.000 dolari americani $.

## Evaluări, premii și critici
Un număr de agenții și persoane afiliate Națiunilor Unite au câștigat Premiul Nobel pentru Pace: secretarii generali Dag Hammarskjöld și Kofi Annan (în 1961, respectiv 2001), negociatorul ONU Ralph Bunche (1950), inițiatorul Declarației Universale a Drepturilor Omului René Cassin (1968) și Secretarul de Stat SUA Cordell Hull (1945), pentru rolul său de „tată al Națiunilor Unite”, după cum a fost numit de către președintele Franklin Delano Roosevelt.

## România în ONU
Deși dorința României de a face parte din ONU a fost exprimată oficial încă din 1946, aderarea acesteia a fost blocată până în 1955. La 14 decembrie 1955, Adunarea generală a decis, prin rezoluția nr. 995 (X), primirea României în ONU, alături de alte 15 state.

### Participarea la operațiunile de menținere a păcii
În prezent, România ocupă locul 70 din 113 state membre contribuitoare cu trupe și poliție la operațiunile Națiunilor Unite de menținere a păcii . Reprezentanții României (în total 69) se află în următoarele misiuni: 
1. Misiunea ONU de Stabilizare în Republica Democrată Congo (MONUSCO)
2. Misiunea de Administrație Interimară a Organizației Națiunilor Unite în Kosovo (UNMIK)
3. Misiunea ONU din Coasta de Fildeș (ONUCI)
4. Misiunea ONU din Haiti (MINUSTAH)
5. Misiunea ONU din Liberia (UNMIL)
6. Misiunea ONU din Sudanul de Sud (UNMIS)
7. Misiunea ONU din Timorul de Est (UNMIT)

În plus, SPP participă cu ofițeri de pază si protecție imediată sub conducerea Departamentului de Siguranță și Protecție (DSS) în misiunile pentru menținerea păcii din Afganistan, Sudan/Khartoum și Sudan/Darfur.

### Centrul de tranzit pentru refugiați din Timișoara
La Timișoara există un centru de tranzit pentru refugiați cu 200 de locuri, finanțat și coordonat în mare parte de Națiunile Unite. În munca sa de sprijinire a refugiaților, România este susținută de țări precum Țările de Jos, Suedia și SUA. Din noiembrie 2008 pînă în 2011, Centrul de Tranzit în Regim de Urgență din Timișoara a găzduit temporar 638 de refugiați. Aceștia sunt de origine eritreeană, sudaneză, palestiniană, etiopiană, srilankeză, irakiană si nigeriană.

### Activitatea în Consiliul Drepturilor Omului
În mai 2011, România a fost aleasă pentru a doua oară membru al Consiliului Drepturilor Omului (CDO), pentru mandatul iunie 2011- decembrie 2014.